# 12616 Lochner
12616 Lochner (tên chỉ định: 4874 P-L) là một tiểu hành tinh vành đai chính. Nó được phát hiện bởi Cornelis Johannes van Houten, Ingrid van Houten-Groeneveld, và Tom Gehrels ở Đài thiên văn Palomar ở Quận San Diego, California, ngày 16 tháng 9 năm 1960. Nó được đặt theo tên Stefan Lochner, a German late Gothic painter of the 15th century.